# Atholus terraemotus
Atholus terraemotus är en skalbaggsart som först beskrevs av Lewis 1900.  Atholus terraemotus ingår i släktet Atholus och familjen stumpbaggar. Inga underarter finns listade i Catalogue of Life.